# 梅泰里圣基兰
梅泰里圣基兰（法語：Métairies-Saint-Quirin，法語發音：[metɛʁi sɛ̃ kiʁɛ̃]）是法国摩泽尔省的一个市镇，属于萨尔堡-萨兰堡区。

## 地理
梅泰里圣基兰（48°39'10"N, 7°2'31"E）面积9.57 平方千米，位于法国大東部大區摩泽尔省，该省份为法国东北部内陆省份，是洛林的一部分，西南接默尔特-摩泽尔省，东临下莱茵省，北与卢森堡和德国接壤。
与梅泰里圣基兰接壤的市镇（或旧市镇、城区）包括：拉夫兰博勒、拉讷沃维尔-莱洛尔坎、洛尔坎、尼德罗夫、尼坦、圣基兰、蒂尔克斯坦-布朗克吕、瓦斯佩尔维莱。

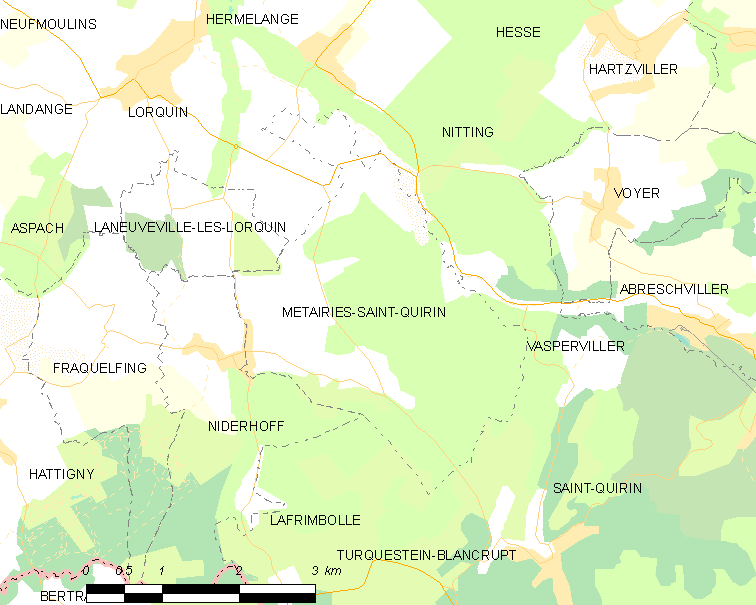
梅泰里圣基兰的OSM定位图

梅泰里圣基兰的时区为UTC+01:00、UTC+02:00（夏令时）。

## 行政
梅泰里圣基兰的邮政编码为57560，INSEE市镇编码为57461。

## 政治
梅泰里圣基兰所属的省级选区为法尔斯堡县。

## 人口

1962-2008年间梅泰里圣基兰人口变化图示

梅泰里圣基兰于2022年1月1日时的人口数量为274人。